# オランダ東高速線
オランダ東高速線(オランダ語: Hogesnelheidslijn-Oost,英語: High-Speed Line East)はアムステルダムからユトレヒト、アーネムを経由しドイツに至る計画中の高速鉄道路線である。現在路線計画は縮小中であるが、計画が完成すると現在運行中のICEはアムステルダム・ユトレヒト間で200km/hでの運行が可能となる。2009年、2020年以後のオランダ東高速線に関しての新しい実現可能性についての調査をオランダ運輸公共事業水利省(オランダ語: Ministerie van Verkeer en Waterstaat)大臣カミール・ユーリングス( Camiel Eurlings)が約束している。